# 貯玉
貯玉（ちょだま）は、パチンコ・パチスロにおいて、大当たり等で得た出玉を景品に交換せずにそのままパチンコ店に預けておく行為、またはその預けた出玉のこと。パチスロの場合は対象がメダルとなるため貯メダルと呼ばれる場合もある。

## 概要
一般的には、店側が常連客の囲い込みのために行うものが多いが、客側にとっても以下のようなメリットがある。
- 一旦出玉を貯めることで、閉店直前などの混雑時を避けて景品を受け取ることができるほか、景品交換を後日に持ち越すこともできる
- 余り玉が出た場合にそれを貯めておくことで、一定の玉数に達したところで景品に交換できるので、端数の無駄がなくなる

また貯玉による再プレイを認めている店であれば、預けた出玉を後日引き出して遊技に使用することで、一度特殊景品に交換してから再度玉（メダル）を借りるのに比べより有利な条件で遊技を行うことができる（一部の店内ルールでは現金を使用する場合と変わらないこともある）。さらに最近では各台計数システムとカードを共通化してサービスの向上を図る店も増えている。
なお利用には通常会員登録が必要であることから、多くの店では貯玉と来店ポイントサービスや会員番号を利用した抽選会などをセットにした形の会員サービスを行っていたが、2012年に警察庁がポイントサービスの一部禁止の方針を打ち出したため、そのようなサービスを行う店は減少傾向にある。また貯玉によって預けた出玉は、基本的に預けた店でのみ有効であり、たとえ同系列であっても他の店で引き出すといったことはできない。
風俗営業法第23条第1項では「遊技球等を客のために保管したことを表示する書面を客に発行すること」を禁止しているが、 会員カードに貯玉する行為は「営業所ごとの会員カード等を利用して当該営業所内のコンピュータ等において当該会員が獲得した遊技球等の数量を管理する場合において、当該数量を当該会員カード等に電磁的方法その他の方法により記録することをしないものは、法第二十三条第一項第四号にいう書面には当たらない扱いとする」と見解が警察庁から出されており、カードに玉数が明示されていない場合は合法と扱われている。

## 再プレイ手数料
大当たり等で出た出玉を一旦換金し、後日その現金で遊技するのに比べ、貯玉による再プレイは換金率によるギャップが存在しないため、客側はより有利な条件で後日遊技を行うことができる。しかしこれでは店側にとって利益が大きく減少してしまう要因となるため、貯玉を引き出して後日再プレイを行う場合には、玉の引き出し時に「再プレイ手数料」と称して一定の玉数を別途差し引く店が多い。（なおこの手数料の料率は店によって異なる）
- 例: 換金率3円の店で出玉が10000発、貯玉の引き出しは500発単位の場合
  - 一度換金してから再度玉を借りる - 10000×3÷4 = 7500発
  - 貯玉し後日引き出す（手数料0）- 10000発
  - 貯玉し後日引き出す（手数料10%）- 9000発、余り100発（10000－9000×1.1）
  - 貯玉し後日引き出す（手数料20%）- 8000発、余り400発（10000－8000×1.2）

再プレイ手数料を設定している店でも、午前中や夜8～9時以降などの台の稼動が落ち込みやすい時間帯に限り手数料を0にする場合も少なくない。また手数料を設定していない店では、一日に再プレイのために引き出すことのできる玉数に制限が設けられていることが多いため（時間帯により無制限に利用できる場合もある）、貯玉による再プレイの場合は、その店のルールをよく確認してから利用することが求められる。
なお警察庁生活安全局では、2012年4月に貯玉に対する再プレイ手数料の徴収を「実質的に換金行為を行なっているとみなし得る」として、原則として禁止する方針を打ち出している。これを受けて全日本遊技事業協同組合連合会も「手数料の徴収は一切取りやめる必要がある」という方針を示しているが、必ずしもこの方針は徹底されていない。

## 第三者貯玉保証管理制度
貯玉は通常各パチンコ店が独自に管理・運営を行っているため、かつてはそのパチンコ店が万が一閉店・倒産してしまった場合、それまでその店に貯められていた貯玉は全て無効となってしまっていた。また貯玉の管理体制が十分に整えられていない店の場合、貯玉に関するデータが抹消、あるいは改竄(かいざん)されるといった問題が起きる可能性もある（風俗営業法第23条第1項によってカードに玉数を記載することを禁止していることは、客が貯玉している玉数を把握することをより困難な状況にしている）。いずれの場合も、その店で貯玉を利用していた客は大きな損害を被ることになる。実際1990年代前半までは、パチンコ店の閉店に伴い貯玉が無効となった客が、パチンコ店の運営会社を相手取り損害賠償を求める訴訟を起こす例も見られた。
このため、1993年にはパチンコ業界や警察等が中心となって、パチンコ店の倒産等の場合に客の貯玉分の金額を保証する制度として第三者貯玉保証管理制度が発足した。1998年には任意団体として「貯玉保証基金」が設立され、同制度に加盟するパチンコ店が倒産した場合の利用客への補償等を行う仕組みが誕生。さらに同基金は2007年6月に「有限責任中間法人貯玉補償基金」（現在は一般社団法人に改組）として正式に法人化されている。なお法人化に伴い、各店舗ごとの補償金額に上限（貯玉・貯メダルそれぞれ100万円相当まで）が設けられるなどの制限もつけられている。
またデータの改竄等を防ぐ観点からデータ管理の第三者への委託も推進され、2012年10月現在は「第三者貯玉保証管理センタ」として、以下の6社が管理受託業務を行っている。
- J-NET（旧社名：ジャパンネットワークシステム、NTTデータ系）
- マーストーケンソリューション（MTS、マースグループホールディングスの子会社）
- グローリーナスカ（グローリーの関連会社）
- ダイコク電機
- 大都販売（大都技研の親会社）
- オーアイデータシステム（オーイズミの子会社[4]）

貯玉補償基金（統合前のマース貯玉補償基金も含む）に加盟するパチンコ店は、2008年8月時点では2,522店と全国のパチンコ店（2007年現在13,585店）の2割程度だったが、2010年8月末現在では3,844店にまで伸びている。ただそれでも貯玉システム導入店の基金への加盟率は6割程度にとどまっており、閉店・倒産時に貯玉が無効となり客が損害を被るリスクを抱えている店舗は依然少なくない。過去には基金未加入店舗の貯玉につき基金が補償を行った例も存在するが、基金側では「あくまで特例措置である」としている。
また、店が貯玉補償基金に加盟していても、特殊景品との交換は一切できないので注意が必要である。